# Coleophora cerasivorella
Coleophora cerasivorella é uma espécie de mariposa do gênero Coleophora pertencente à família Coleophoridae.